# John Adelbert Parkhurst
John Adelbert Parkhurst (24 de septiembre de 1861 – 1 de marzo de 1925) fue un astrónomo estadounidense.

## Semblanza
Parkhurst nació en Dixon (Illinois) en 1861. Asistió a escuelas públicas en Marengo y al Wheaton College. Fue alumno del Instituto de Tecnología Rose-Hulman de Terre Haute (Indiana), donde se graduó en 1886. Durante los dos años siguientes enseñó matemáticas en el mismo instituto. En 1888 se casó con Anna Greenleaf.

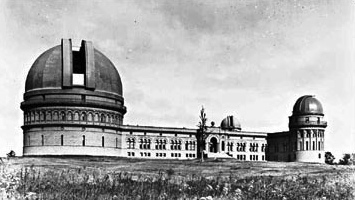
Observatorio Yerkes en construcción (1892)

Regresó a Marengo (Illinois), donde mantuvo un pequeño observatorio privado que utilizó principalmente para la observación de estrellas variables. El Observatorio Yerkes  fue construido cerca de allí en 1897, y en 1898 se incorporó al personal de la institución como asistente de investigación voluntario. Hacia 1900 fue nombrado ayudante. Perteneció al personal de Yerkes durante 25 años, convirtiéndose más adelante en profesor asociado en la Universidad de Chicago, especializado en astronomía práctica.
La mayor parte de sus trabajos más destacados estuvieron centrados en la especialidad de la fotometría. También participó en tres expediciones para fotografiar eclipses, pero solo pudo observar en buenas condiciones el de 1925. Durante su carrera publicó aproximadamente 100 artículos sobre astronomía, tanto antes como durante su etapa en Yerkes. En 1905 resultó elegido miembro de la Sociedad Astronómica Real. El 27 de febrero de 1925 sufrió un derrame cerebral, y murió unos días después en su casa de Williams Bay, siendo sobrevivido por su mujer Anna.

## Eponimia
- El cráter lunar Parkhurst lleva este nombre en su memoria.[1]